# Domenico Romanelli
Domenico Romanelli (Fossacesia, 1756 – Napoli, 1819) è stato uno storico, archeologo e abate italiano.

## Biografia
Le poche notizie raccolte sulla sua vita vengono tratte perlopiù dall'opera di Camillo Minieri Riccio. Domenico Romanelli vestì giovanissimo l'abito ecclesiastico, studiò nell'Abbazia di San Giovanni in Venere e, ordinato che fu sacerdote, entrò nel seminario diocesano di Chieti come insegnante di retorica; a Chieti stampò un piccolo trattato sull'origine e sul governo romano di Teate. Trasferendosi a Napoli ed essendo molto dotato ed apprezzato nello studio delle antichità, specialmente quelle del territorio abruzzese (Antichità storico-critiche della Regione Frentana, Quadro istorico della città di Lanciano e Scoverte patrie di città antiche distrutte della Regione dei Frentani), finì presto per esser nominato Prefetto della Biblioteca della Croce e in seguito Prefetto della Biblioteca dei Ministeri. Sempre a Napoli divenne socio dell'Accademia Pontaniana e del Reale Istituto d'Incoraggiamento di Napoli; compì scavi a Pompei e Paestum, riportati nel saggio Viaggio a Pompei. Scrisse inoltre numerosi articoli su vari giornali del tempo e soprattutto sul Giornale Enciclopedico di Napoli. Nel 1819 pubblicò la sua ultima opera in più volumi, Antica topografia istorica del Regno di Napoli, nel quale ripercorre una corografia storica romana delle città e province del Regno di Napoli, confutando le fonti antiche e moderne.
A Fossacesia gli è stata intitolata una strada del centro e una targa marmorea presso la facciata della Chiesa del Santissimo Rosario. Una strada gli è stata intitolata anche a Chieti.

## Opere
Domenico Romanelli fu storico di cose antiche riguardanti la città di Lanciano e la storica regione italica dei Frentani, ossia l'area meridionale della provincia di Chieti. Conoscendo i manoscritti di Anton Ludovico Antinori, in particolare gli appunti incompiuti delle Iscrizioni (che costituiscono i voll. 43-48 del Corpus degli ineditidi Antinori, conservato nella biblioteca provinciale di L'Aquila) e dei regesti lancianesi, studiati negli anni '50, nell'archivio Capitolare di Lanciano, da Corrado Marciani. Romanelli rielaborò gli appunti antinoriani, nel 1790 pubblicò le Antichità storico-critiche sacre e profane della regione dei Frentani, che come scrisse Mommsen nel vol. IX del CIL, prendeva  parti dagli appunti antinoriani conservati nella Curia vescovile di Lanciano, parte di altri appunti che finiranno nella Biblioteca nazionale  "Vittorio Emanuele III" di Napoli, sotto io titolo di Istoria critica di Lanciano. Nel 1804, Romanelli pubblica su un giornale  napoletano un opuscolo, il Quadro istorico della città di Lanciano, con dedica al collezionista di antichità Conte Giuseppe Tiberii di Vasto. Opera che fu aspramente criticata da uno storico contemporaneo lancianese, Omobono Bocache (1745-1824) per le presunte inesattezze circa le informazioni del periodo romano di Lanciano. Bocache la inserì nel primo volume dei suoi 14 libri manoscritti delle Memorie storiche di Lanciano, opera non pubblicata e conservata nella biblioteca comunale di Lanciano. Il Romanelli si inserì così nel filone di storici abruzzesi che trattavano la storia antica di Lanciano e dintorni, come il concittadino Pietro Pollidori e prima di lui il medico Giacomo Fella. Più tardi il Romanelli rielaborò altri appunti antinoriani per i primi due volumi (in origine dovevano essere quattro) delle Scoverte patrie di città distrutte, e di altre antichità nella regione Frentana oggi Apruzzo Citeriore nel Regno di Napoli colla loro storia antica, e de' bassi tempi, opera che fu aspramente giudicata dagli studiosi moderni abruzzesi per le dissertazioni varie e inconcludenti dell'autore, e per la cattiva organizzazione degli appunti originali dell'Antinori. Ciò che maggiormente gli fu rimproverato gli studiosi, a partire da Mommsen, è l'inaffidabilità di informazioni circa il ritrovamento di lapidi e monete in determinati siti archeologici. Ugualmente di curiosità Frentane il Romanelli tratta in una parte dell'Antica topografia istorica del Regno di Napoli, rielaborando per la sezione abruzzese dell'antico Sannio le sue precedenti pubblicazioni. In quest'ultima fatica, il Romanelli tratta solo di storica antica del Sannio abruzzese, ricostruendo ogni località e città menzionata dagli storici antichi, soffermandosi soprattutto sulla regione Frentana.
Fra le sue numerose opere, opuscoli editore in vari giornali esclusi:
- Saggio sull'origine, e sul governo dell'antica Teate oggi Chieti celebre sede, e metropoli de Marrucini ristretto in un dialogo storico-critico per servir d'introduzione ad un'Accademia Poetica sullo stesso soggetto, 1756-1819 (datazione incerta)[6]
- Antichità storico-critiche Sacre e Profane della regione de' Frentani. Opera postuma di Antonio Ludovico Antinori, Napoli, 1790[7]; ristampa anastatica curata dalla Rivista abruzzese, Lanciano, 2008;
- Quadro istorico della città di Lanciano, Napoli, 1794, utilizzando appunti antinoriani;
- Scoverte patrie di città distrutte, e di altre antichità nella regione Frentana oggi Apruzzo Citeriore nel Regno di Napoli colla loro storia antica, e de' bassi tempi, Napoli, 1805 (2 volumi);
- Viaggio a Pompei a Pesto e di ritorno ad Ercolano, Napoli, 1811;
- Antica topografia istorica del Regno di Napoli, Napoli, 1815;
- Napoli antica e moderna, Napoli, 1815;
- Isola di Capri, Napoli, 1816;
- Viaggio da Napoli a Montecassino ed alla celebre cascata d'acqua nell'isola di Sora, Napoli, 1819.